# 瓦尔格拉
瓦尔格拉（阿拉伯语：‎）位于阿尔及利亚中部，是瓦尔格拉省的首府。